# Toronto Young Rangers
Toronto Young Rangers byl kanadský juniorský klub ledního hokeje, který sídlil v Torontu v provincii Ontario. V letech 1937–1948 působil v juniorské soutěži Ontario Hockey Association (později Ontario Hockey League). Své domácí zápasy odehrával v hale Maple Leaf Gardens s kapacitou 12 473 diváků.
Nejznámější hráči, kteří prošli týmem, byli např.: Jim Conacher, Al Dewsbury, Gordie Drillon, Jimmy Fowler, Red Hamill, Jackie Hamilton, Murray Henderson, Punch Imlach, George Parsons nebo Stan Smrke.

## Přehled ligové účasti
Zdroj: 
- 1937–1938: Ontario Hockey Association
- 1938–1939: Ontario Hockey Association (Skupina 2)
- 1939–1943: Ontario Hockey Association
- 1943–1944: Ontario Hockey Association (Skupina 1)
- 1944–1948: Ontario Hockey Association